# واين عثمان
واين عثمان (19 أغسطس 1950 في اليونان - ) (بالإنجليزية: Wayne Osman)‏ هو لاعب كريكت بريطاني. لعب مع Hertfordshire County Cricket Club ‏ ونادي مقاطعة نورثامبتونشير للكريكت ‏ والمقاطعات الوطنية للكريكيت الإنجليزي والويلزي ‏.

## وصلات خارجية
- واين عثمان على موقع إي آس بي آن كريك إنفو (الإنجليزية)